# Rubén Berríos
Rubén Berríos Martínez (Aibonito, 21 de junio de 1939) es un político puertorriqueño y líder del movimiento independentista. Actualmente ejerce como Presidente del Partido Independentista Puertorriqueño (PIP), miembro fundador y vicepresidente de la Conferencia Permanente de Partidos Políticos de América Latina (COPPAL) y presidente honorario de la Internacional Socialista.

## Vida
Nació el 21 de junio de 1939 en el pueblo de Aibonito, en la región montañosa central de Puerto Rico. Posee un Bachillerato en Administración y Economía de la Universidad de Georgetown y una Maestría en Derecho de la Universidad de Yale y el posgrado en la Universidad de Oxford.
Fue elegido Presidente del Partido Independentista Puertorriqueño (PIP) en 1970. En 1971 dirigió la lucha de desobediencia civil que sacó la Marina de Guerra de Estados Unidos de la isla-municipio de Culebra. Por estos actos de desobediencia civil sufrió tres meses de cárcel junto a otros miembros del PIP y fue expulsado de su cátedra en la Escuela de Derecho de la Universidad de Puerto Rico, siendo restituido cuatro años más tarde por decisión del Tribunal Supremo. Es en esa época que nace una de las frases más célebres de Rubén Berríos ante el tribunal: "Violar la ley del imperio es cumplir la Ley de la Patria".
En 1972, Rubén Berríos es electo senador por acumulación, hecho que se repitió en 1984, 1992 y 1996. Desde la Legislatura puertorriqueña propuso proyectos a favor de la sindicación de los empleados públicos, la reforma universitaria, los derechos de la mujer, el medio ambiente y en contra del militarismo.
Además de ser el presidente del PIP, Berríos es miembro fundador y Vicepresidente de la Conferencia Permanente de Partidos Políticos de América Latina (COPPAL), miembro del Consejo Ejecutivo de la Asociación Latinoamericana para los Derechos Humanos y Presidente Honorario de la Internacional Socialista.
Rubén Berríos ha sido candidato a la gobernación por el PIP en cinco ocasiones. En 1976 obtuvo 83.037 votos; en 1980 obtuvo 87.272; en 1988 obtuvo 99.206. En las elecciones del año 2000 Berríos obtuvo 104,705 votos. Para las elecciones generales de noviembre de 2004, Rubén Berríos obtuvo poco más de 54.000 votos para el cargo de Gobernador de Puerto Rico, debido en parte a la campaña de grupos como el Movimiento Independentista Nacional Hostosiano (MINH) que, aunque llevan el nombre "independentista", hicieron campaña a favor de Aníbal Acevedo Vilá del Partido Popular Democrático, defensor del actual estatus.
En mayo de 1999 Rubén Berríos vuelve a la desobediencia civil, esta vez para sacar la Marina de Guerra estadounidense de la isla-municipio de Vieques tras la muerte de un civil. Esta lucha dio la vuelta al mundo y causó el arresto de centenares de personas en la zona de tiro. Berríos fue arrestado tras un año ininterrumpido en las playas de Vieques. Cinco días después de su arresto regresa a la desobediencia civil siendo condenado a cuatro meses de cárcel. Ni Berríos ni sus compañeros de partido reconocieron la jurisdicción del Tribunal Federal de Estados Unidos en Puerto Rico. Nuevamente las palabras de Berríos quedaron grabadas para la historia: "Ayer Lares, hoy Vieques, y mañana Puerto Rico" y "El pueblo de Puerto Rico sólo se arrodila ante Dios".
Ha publicado varios libros, entre ellos: La Independencia de Puerto Rico: Razón y Lucha; Puerto Rico: Nacionalidad y Plebiscito; y Hacia el socialismo Puertorriqueño.

## Candidaturas y votos obtenidos
Rubén Berríos ha sido candidato por acumulación al Senado de Puerto Rico en cuatro ocasiones, y candidato a la gobernación en cinco. En el año 2007 el Partido Independentista Puertorriqueño anunció que Berríos Martínez no figurará en la oferta electoral del partido para las elecciones generales puertorriqueñas de 2008, dando paso a una nueva generación de líderes para ocupar esas importantes candidaturas.
Rubén Berríos fue candidato a senador por acumulación en 1972, 1984, 1992 y 1996. En 1992 y 1996 obtuvo la siguiente votación:
- 1992 - 209,009
- 1996 - 160,005

También ha sido candidato a gobernador de Puerto Rico en 1976, 1980, 1988, 2000 y 2004, obteniendo:
- 1976 - 83,037 (6%)
- 1980 - 87,272 (5%)
- 1988 - 99,206 (6%)
- 2000 - 104,705 (5%)
- 2004 - 54,551 (3%)